# بنیخمبلا
بِنیخِمبلا (به اسپانیایی: Benigembla) دهستانی در استان آلیکانتهٔ اسپانیا است.
در این دهستان ۶۰۶ نفر زندگی می‌کنند. مساحت این دهستان ۱۸٫۴۷ کیلومتر مربع است.